# José Manuel García Verdugo
José Manuel García Verdugo (Ceuta; 6 de noviembre de 1954-Valencia, 7 de julio de 2025) fue un científico y biólogo español.

## Biografía
Fue licenciado en Ciencias Biológicas, por la Universidad de La Laguna y doctorado en la Universidad Autónoma de Barcelona. Fue uno de los expertos mundiales en el conocimiento de las células madre neurales. Su equipo de investigación demostró la presencia de este tipo de células en el cerebro humano adulto. Junto con su equipo contribuyó a descubrir la presencia de células madre neurales en la zona subventricular (ZSV) de los ventrículos laterales del cerebro, que, junto con la zona subgranular (ZSG) del giro dentado del hipocampo, es la responsable de la mayoría de la neurogénesis adulta. Fue Catedrático de Biología Celular en la Universidad de Valencia, donde dirigía un grupo de investigación centrado en el estudio de las células madre en adultos. Fue académico correspondiente de la Real Academia de Ciencias Exactas, Físicas y Naturales.